# Reuilly, Eure

Reuilly este o comună în departamentul Eure, Franța. În 1 ianuarie 2022 avea o populație de 518 de locuitori.